# Алтайська принцеса

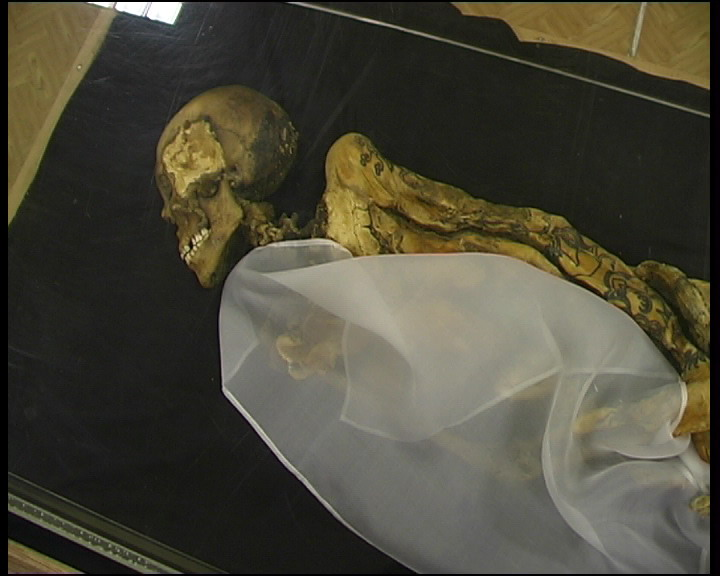
Фотографія мумії принцеси Укоку

Алтайська принцеса (принцеса Укоку) — дана журналістами та мешканцями Республіки Алтай назва мумії жінки, знайденої в ході археологічних розкопок на могильнику Ак-Алаха в 1993 році. Це одне з найбільш значущих відкриттів російської  археології кінця XX століття. Згідно з віруваннями корінного населення, «принцеса», яку на Алтаї називають Ак-Кадин, є хранителькою спокою і стояла на сторожі воріт підземного світу, не допускаючи проникнення Зла з нижчих світів.

## Історія знахідки
Полосьмак Н. В. і Дерев'янко А. П. висловили припущення про те, що Алтай міг бути одним з тих місць, де з загальноіндоєвропейської міфологеми народилася версія міфу про фантастичні птахи — охоронці золота. Своє припущення автори засновують на інтерпретації наступних слів Геродота:
…Аристей, син Каїстробія з Проконесу, у своїй епічній поемі повідомляє, як він, одержимий Фебом, прибув до іседонів. За його розповідями, за іседонами мешкають аримаспи — одноокі люди, за аримаспами — стережуть золото грифи, а ще вище за ними — гіпербореї на кордоні з морем.— Геродот
Автори цього припущення пов'язують сусідів «однооких людей», званих як «грифи, що стережуть золото» Аристея, з пазирицями на тій підставі, що «в Пазирицькій міфології образ орлиноголового грифона відігравав особливу роль».
Також в давньокитайських джерелах згадується про «територіально близьке населення Алтаю»[джерело не вказане 3581 день].
Початок вивченню «замерзлих» могил Алтаю було покладено в 1865 році Вільгельмом Радловим.

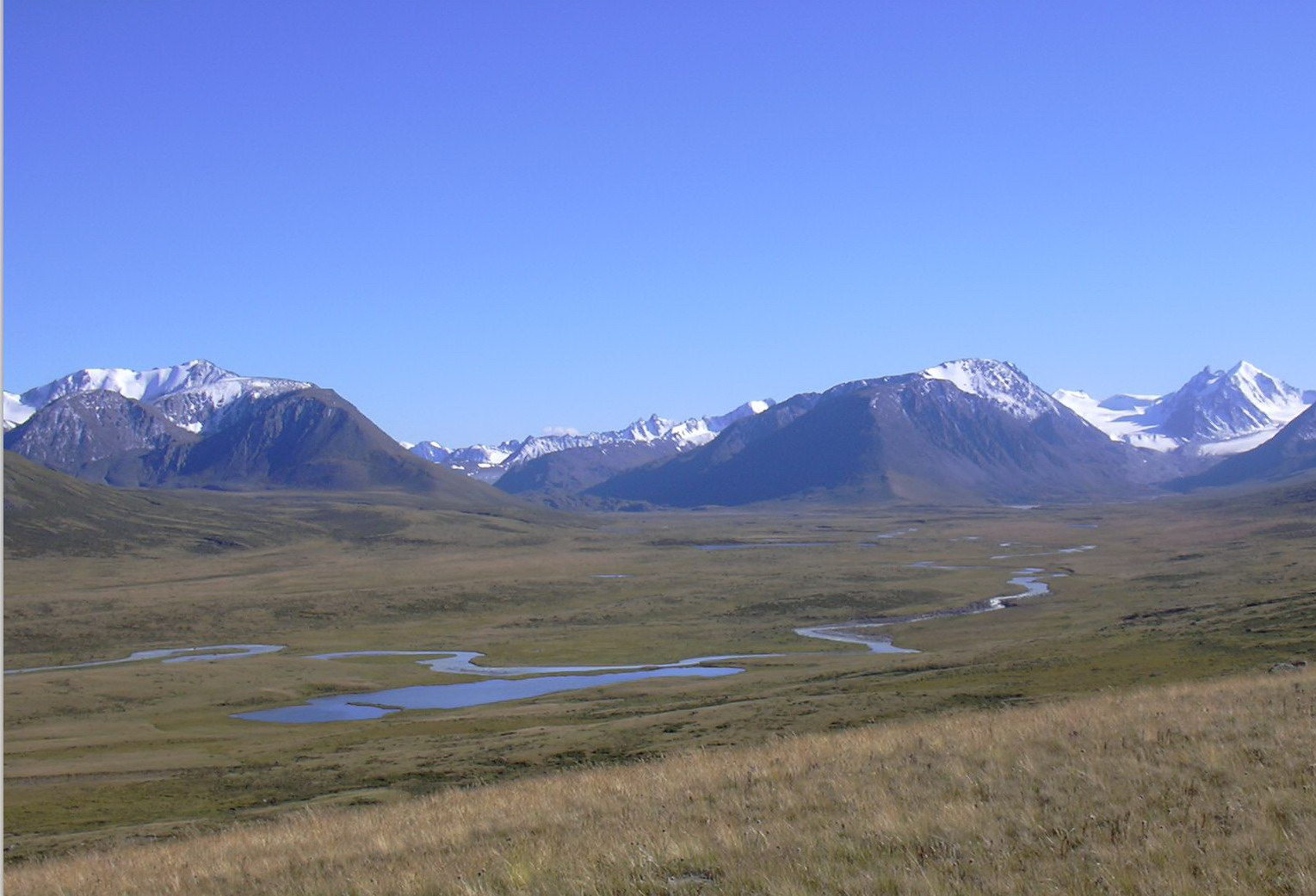
Плоскогір'я Укок

Розкопки кургану Ак-Алаха-3 на плоскогір'ї Укок (Республіка Алтай), в якому була похована так звана принцеса, почала в 1993 році Наталія Полосьмак — археолог з Новосибірська, доктор історичних наук. Курган являв собою напівзруйнований пам'ятник, який ще в давнину намагалися пограбувати. У наш час пам'ятник піддався руйнуванню в зв'язку зі спорудженням прикордонних комунікацій. До початку розкопок курган був у напіврозібраному стані і виглядав розореним: в шістдесяті роки, під час конфлікту із Китаєм, в цьому районі був побудований укріпрайон, матеріали для якого бралися з курганів.
У кургані виявилося поховання епохи заліза, під яким розташовувалося ще одне, більш давнє. В ході розкопок археологи виявили, що колода, в яку було поміщено тіло похованої, заповнена льодом. Саме тому мумія жінки добре збереглася. Нижнє поховання було замуровано в шарі льоду. Це викликало великий інтерес археологів, тому що в подібних умовах могли дуже добре зберегтися дуже давні речі.
Похоронну камеру розкривали кілька днів, поступово розтоплюючи лід, намагаючись не нашкодити вмісту.
У камері виявили шість коней під сідлами і зі збруєю, а також дерев'яну колоду з модрини, забиті бронзовими цвяхами. Вміст поховання явно вказував на знатність похованої персони.
Дослідження показали, що поховання відноситься до періоду пазирицької культури Алтаю і зроблено в V—III століттях до нашої ери. Дослідники вважають, що:

Сучасні популяції північноалтайського антропологічного типу, до яких належать північні алтайці, телеути, гірські шорці, а також барабинські татари пізнього часу, є нащадками носіїв пазирицької культури.
— Тур С. С. Современные потомки носителей пазырыкской культуры

## Генетика
Аналіз 2001 року показав, що представники пазирицької культури по мітохондріальних ДНК найбільш близькі до сучасних селькупів і кетів.

## Зовнішній вигляд
Мумія лежала на боці зі дещо підтягнутими ногами. На руках у неї виявилися численні татуювання. Одягнені на мумії були біла шовкова сорочка, бордова вовняна спідниця, повстяні шкарпетки, шуба. Так само особливою є складна зачіска померлої — вона зроблена з вовни, повсті і власного волосся і становила у висоту 90 см. Весь цей одяг було виготовлено дуже якісно і свідчить про високий статус похованої. Вона померла в молодому віці (близько 25 років від народження) імовірно від раку молочної залози і належала до вищих верств пазирикського суспільства, про що говорить кількість похованих з нею коней — 6.

## Місцезнаходження
Після знахідки і до 2012 року мумія зберігалася в музеї Інституту археології та етнографії Сибірського відділення РАН, в Новосибірському Академмістечку.
Цей факт викликав невдоволення певної частини алтайського народу. З їхньої точки зору «принцесу Укоку» слід було повернути на Алтай: одні вважали, що достатньо повернути мумію на територію республіки, інші ж вважають, що її необхідно знову захоронити на колишньому місці.
З вересня 2012 мумія зберігається в новому залі Національного музею імені Анохіна (Республіка Алтай, м Горно-Алтайськ), в саркофазі спеціально зведеному для зберігання експоната, з обладнанням для підтримки та контролю особливого температурного і вологісного режиму. Для експонату побудована спеціальна прибудова.
19 серпня 2014 стало відомо про те, що Рада старійшин Республіки Алтай вирішила поховати мумію. Це рішення було схвалено Главою республіки. Рішення про поховання пов'язано з тим, що частина населення республіки вважає витяг мумії з кургану причиною стихійних лих, що обрушувалися на Гірський Алтай в останні два десятиліття, особливо сильна повінь та великий град, що трапилися на Алтаї в останні місяці..У свою чергу Емілія Олексіївна Белекова, в. о. директора Національного республіканського музею імені А. В. Анохіна засумнівалася в компетенції Ради старійшин Республіки Алтай в цьому питанні, вказавши, що вирішення подібних питань належить до компетенції Міністерства культури Російської Федерації.
 «На сьогоднішній день мумія „принцеси“ передана нам на тимчасове зберігання. Власником цього біологічного об'єкта є музей археології та етнографії СВ РАН (Новосибірськ). Так що ми тільки тимчасово зберігаємо», — сказала Белекова. Вона зазначила, що музей, старшійшини та навіть влада республіки не зможуть розпорядитися мумією за своїм бажанням без рішення її власника.

«Всі знайдені при розкопках речі — це федеральна власність і якраз новосибірському музею археології та етнографії це передано у безстрокове користування. Все це повинно вирішуватися через міністерство культури РФ. А те, що старійшини зібралися і вирішили, ніякої юридичної сили не має», — сказала Белекова.

### Думка В'ячеслава Молодина
Академік В'ячеслав Молодин так характеризував ситуацію навколо принцеси:
Не варто називати її «принцесою». Ніяка це не принцеса, це представник середнього шару пазирицького суспільства. Галас навколо нашої знахідки виникає тоді, коли на Алтаї відбуваються якісь події: або вибори, або землетрус, або дефіцит місцевого бюджету. Тут же цю саму «даму» піднімають на щит: всі біди відбуваються тому, що вона в Новосибірську, а не на Алтаї. Навіть політичні партії намагаються це використовувати: мовляв, ви нас обирайте — а ми повернемо «принцесу» на Алтай. Все це політиканство найнижчого штибу. Спочатку ми з цього приводу хвилювалися, а зараз ставимося до цього абсолютно спокійно. Після вивчення мумія буде повернута на Алтай.

Найцікавіше, що ця мумія — далеко не перша, яка викопана на Алтаї і вивезена звідти. У тридцяті і п'ятдесяті роки при розкопках пазирицьких курганів було знайдено кілька мумій, які зберігаються в Ермітажі. І слава богу, ніхто не вимагає їх повернути. Причому це були поховання найвищого шару пазирицького суспільства.

## Фільм «Помста алтайської принцеси»
Фільм Альони Жаровської «Помста алтайської принцеси», показаний на Першому каналі, характеризується як такий, що далеко випередив республіканські газети за кількістю вигадок і містичної нісенітниці.